# Okres Námestovo
Der Okres Námestovo ist eine Verwaltungseinheit im äußersten Norden der Slowakei mit 64.651 Einwohnern (Stand: 31. Dezember 2024) und einer Fläche von 691 km². Er grenzt an die Okresy Čadca im Westen, Dolný Kubín und Tvrdošín im Süden und die polnischen Woiwodschaften Kleinpolen und Schlesien im Osten beziehungsweise Norden.
Der Okres in der traditionellen Landschaft Orava (dt. Arwa) liegt zumeist in gebirgigen Landschaft, repräsentiert durch die Oravská Magura im Süden und Podbeskydská vrchovina und Oravské Beskydy (Teil der Beskiden) im Norden. Um die Stadt Námestovo befindet sich der Talkessel Oravská kotlina. Hauptflüsse des Okres sind die Biela Orava (Weiße Arwa), vom Westen und die Polhoranka vom Norden fließend. Beide münden in den Orava-Stausee im Südosten. Der höchste Berg ist die Babia hora (1723 m n.m.) an der polnischen Grenze. Weite Teile des Okres sind vom Landschaftsschutzgebiet Horná Orava bedeckt.
Verkehrsmäßig verläufen durch den Okres die Staatsstraße I/78 in Nord-Süd-Richtung und die Landesstraße II/520 in West-Ost-Richtung. Es gibt keinen Eisenbahnanschluss, allerdings bestand in den Jahren 1918–1971 die Oravská lesná železnica, eine Waldbahn in bosnischer Spur (760 mm), welcher Reste nun zur Waldbahn Vychylovka gehören.
Historisch gesehen liegt der Bezirk vollständig im ehemaligen Komitat Arwa (siehe auch Liste der historischen Komitate Ungarns). In der Verwaltungsgliederung der Tschechoslowakei in den Jahren 1960–1990 war er Teil des Okres Dolný Kubín, innerhalb des Stredoslovenský kraj (Mittelslowakischer Landschaftsverband).

## Bevölkerung
| Jahr                | 1994   | 2004    | 2014    | 2024    |
| ------------------- | ------ | ------- | ------- | ------- |
| Anzahl der Personen | 52.553 | 57.428  | 60.954  | 64.651  |
| Unterschied         |        | +9,27 % | +6,13 % | +6,06 % |

| Jahr                | 2023   | 2024    |
| ------------------- | ------ | ------- |
| Anzahl der Personen | 64.385 | 64.651  |
| Unterschied         |        | +0,41 % |

## Städte
- Námestovo

## Gemeinden
| - Babín - Beňadovo - Bobrov - Breza - Hruštín - Klin - Krušetnica (Kruschenitz) - Lokca | - Lomná - Mútne - Novoť - Oravská Jasenica (Jasenitz) - Oravská Lesná - Oravská Polhora - Oravské Veselé - Rabča | - Rabčice - Sihelné - Ťapešovo - Vasiľov - Vavrečka - Zákamenné - Zubrohlava |

Das Bezirksamt ist in Námestovo.

## Kultur
In dem Artikel Denkmalgeschützte Objekte im Okres Námestovo findet man Informationen über die vom slowakischen Denkmalamt geschützten Objekte im Okres.